# Naturschutzgebiet Stechlin
Das Naturschutzgebiet Stechlin ist ein Naturschutzgebiet von 86,58 km² Fläche im Norden des Landes Brandenburg. Es umfasst ein unzerschnittenes Wald- und Seengebiet mit über 30 Seen im Naturraum des Neustrelitzer Kleinseenlandes. Schutzzweck ist unter anderem die Erhaltung von neun seltenen, nährstoffarmen Klarwasserseen, darunter der namensgebende Große Stechlinsee sowie der Roofensee. Daneben sind naturnahe, ausgedehnte Buchen- und Eichenwälder sowie ein hoher Bestand an Fischadlern typisch für das Naturschutzgebiet. Die NABU-Stiftung Nationales Naturerbe besitzt einen 867 ha großen Teil des Naturschutzgebietes, darunter auch den Wittwesee und den Krummen See mit den umliegenden Wäldern.
Das Naturschutzgebiet wurde am 6. Mai 1938 unter dem Namen „Großer Stechlin, Nehmitzsee und Großer Krukowsee“ auf einer Fläche von 17,74 km² eingerichtet und später erweitert. Die aktuelle Schutzverordnung wurde am 15. November 2002 erlassen. Das Naturschutzgebiet Stechlin erstreckt sich über Flächen der Stadt Fürstenberg/Havel und der Gemeinde Stechlin im Landkreis Oberhavel sowie der Stadt Rheinsberg im Landkreis Ostprignitz-Ruppin. Es bildet einen Teil des Naturparks Stechlin-Ruppiner Land und ist als FFH-Gebiet sowie als Europäisches Vogelschutzgebiet ausgewiesen.